# フリストス・パツァツォグル
フリストス・パツァツォグル（ギリシア語: Χρήστος Πατσατζόγλου, ラテン文字表記: Christos Patsatzoglou, 1979年3月19日 - ）は、ギリシャ・アテネ出身の同国代表サッカー選手。AOアギオス・イェロテオスFC所属。ポジションはDF、MF。
センターハーフとして主にプレーするが、右サイドハーフやサイドバックとしてプレーすることもある。

## 経歴
姓を見ても分かるようにトルコ系で、カラマン出身の両親の元に生まれる。Patsatzoglouはトルコの姓Paçacıoğluに相当する。
シュコダ・クサンティFCにて、1996年にデビューを果たす。4年間のプレーの中で、才能を開花させチームのスター的存在になる。
2000年に強豪・オリンピアコスFCへと移籍、2003年に大怪我を負うなど苦労も多かったもののUEFAチャンピオンズリーグで得点を挙げるなど活躍を見せる。
2009-10シーズンには、プロとして13年に渡ってプレーした母国を離れキプロスでプレーしている。
2017年7月15日、ガンマ・エスニキ（ギリシャ3部）のAOアギオス・イェロテオスFCと1年契約を結んだ。
ギリシャ代表としてはU-17代表に始まり、2002年のUEFA U-21欧州選手権に出場するなど各年代別代表の中心的存在として活躍。一方で2000年からA代表に招集されるなど、ギリシャサッカー界を代表する選手の一人として活躍、EURO2004における優勝にも貢献している。

## 代表歴

### 出場大会
- ギリシャ代表
  - 2010 FIFAワールドカップ

### 試合数
- 国際Aマッチ 45試合 1得点（2000年-2010年）[3]

| ギリシャ代表 | 国際Aマッチ | 国際Aマッチ |
| 年           | 出場        | 得点        |
| ------------ | ----------- | ----------- |
| 2000         | 5           | 0           |
| 2001         | 5           | 0           |
| 2002         | 5           | 0           |
| 2003         | 1           | 0           |
| 2004         | 0           | 0           |
| 2005         | 0           | 0           |
| 2006         | 2           | 1           |
| 2007         | 7           | 0           |
| 2008         | 9           | 0           |
| 2009         | 7           | 0           |
| 2010         | 4           | 0           |
| 通算         | 45          | 1           |

## タイトル

### クラブ
オリンピアコス
- ギリシャ・スーパーリーグ : 2000-01, 2001-02, 2002-03, 2004-05, 2005-06, 2006-07, 2007-08, 2008-09
- キペロ・エラーダス : 2005, 2006, 2008, 2009
- ギリシャ・スーパーカップ（英語版） : 2007

オモニア
- キプロス・ファーストディビジョン : 2009-10
- キプロス・スーパーカップ（英語版） : 2010

### 個人
- ギリシャ最優秀若手選手 : 1999-00